# Uleanivka (Velîkîi Buealik), Berezivka
Uleanivka (în ucraineană Улянівка) este un sat în comuna Velîkîi Buealik din raionul Berezivka, regiunea Odesa, Ucraina.

## Demografie
Componența lingvistică a localității Uleanivka
     Ucraineană (47,59%)
     Rusă (26,9%)
     Bulgară (20,69%)
     Română (2,76%)
Conform recensământului din 2001, nu exista o limbă vorbită de majoritatea populației, aceasta fiind compusă din vorbitori de ucraineană (47,59%), rusă (26,9%), bulgară (20,69%) și română (2,76%).